# Хреша
Хреша (серб. Хреша) —  населённый пункт (село) в Республике Сербской, Босния и Герцеговина. Административный центр городской общины Источни-Стари-Град, которая входит в объединённую общину Град Источно-Сараево в регионе Источно-Сараево.

## Население
Численность населения села Хреша по переписи 2013 года составила 211 человек.
Этнический состав населения населённого пункта по переписи 1991 года:
- сербы — 244 (98,37%),
- хорваты — 2 (0,8%),
- боснийские мусульмане — 1 (0,4 %),
- югославы —  0 (0,00 %),
- другие — 1 (0,4 %),
- всего 248